# T-100
T-100 byl prototyp sovětského těžkého tanku, který byl poprvé a naposledy užit při bojích v sovětsko-finské zimní válce. Stroj měl dvě věže, přičemž na menší z nich byl namontován kanón 20-K ráže 45 mm a kulomet DT ráže 7,62 mm. Na velké věži byl kanón L-10 ráže 76,2 mm a kulomet DT ráže 7,62 mm. Později mohl být kanón L-10 nahrazen delším kanónem L-11, ale není to potvrzeno. Podvozek sestával z dvojice osmi pojezdových kol, vpředu bylo kolo napínací, vzadu hnací. Korba tanku vykazuje pokročilé rysy, i když dvojvěžová koncepce se ukázala v boji jako nevyhovující. V době zahájení útoku Osy v roce 1941 by s přehledem deklasoval každý nepřátelský tank[zdroj?]. Diskutabilní zůstává otázka synchronizace a výcvik posádky tak velkého stroje.[zdroj?]
Po ukončení Zimní války byl tank odvezen zpět do SSSR a po vypuknutí Velké vlastenecké války byl v roce 1941 evakuován do Čeljabinska, kde zůstal až do roku 1945. Poté byl pravděpodobně sešrotován.
Na druhém podvozku tohoto prototypu bylo postaveno experimentální samohybné dělo označované SU-100Y.